# 彰化縣埔心鄉鳳霞國民小學
彰化縣埔心鄉鳳霞國民小學，是一所位於臺灣彰化縣埔心鄉的縣立國民小學，面積13,468.23平方公尺。創校於1957年2月1日。有鄭滄龍、黃錫隆、黃坤鼎等校友。

## 校史沿革

### 設校前
西元1950年以前，彰化縣埔心鄉北四堡的四個村落，二重、埤霞、埤腳、梧鳳的學童，必須徒步遠到舊館國民學校上學，地方士紳發起設立分班分校事宜。1950年9月1日先由舊館國民學校設梧鳳分班，到1953年8月1日改立為鳳霞分校，1957年2月1日獨立為鳳霞國民學校。校名鳳霞取自梧鳳的鳳和埤霞的霞兩字合成。首任校長莊金火先生。1959年9月，設立梧鳳分校(現為梧鳳國民小學)。1968年8月1日，實施九年國民教育，改制為鳳霞國民小學。

### 設校後
1958年，第一屆畢業生。1966年台灣光復節利用日倉庫，開辦縣內第一期營養午餐，1968年新建午餐廚房，1975年承辦縣長盃籃球賽，榮獲男生冠軍、女生亞軍。1977年參加全國籃球賽。2006 年完成運動場整建工程，鋪設PU跑道，舉行50週年校慶活動。2016年與嘉義縣阿里山鄉來吉國小進行「原漢共學社區踏查」交流活動。參與兒童福利聯盟文教基金會偏鄉傳愛計劃，提供課後照顧與社團活動。
2019年校園彩色PU跑道、「霞光藝牆」LED造型燈藝、「書藝彩象」裝置藝術點燈啟用，舉辦夜間校慶與社區運動會。2021年與國際佛光會中華總會合作，推動生命教育校園講座。申請教育部「校園樹木環境盤點及植樹計畫」，建置校園樹木圖資資料庫，推動愛樹教育。2022年「英文愛的書庫」揭牌啟用，充實英語教學資源。

## 歷任校長
| 任別         | 姓名           | 任期        |
| 梧鳳分班時期 | 舊館校長湯青雲 | 1950-1951年 |
| 鳳霞分校時期 | 舊館校長江文周 | 1951-1954年 |
| 鳳霞分校時期 | 舊館校長張耀南 | 1954-1957年 |
| 鳳霞分校時期 | 舊館校長吳天賜 | 1957年      |
| 獨立後首任   | 莊金火校長     | 1957-1961年 |
| 第二任       | 陳振豐         | 1961-1962年 |
| 第三任       | 李文乙         | 1962-1969年 |
| 第四任       | 楊世戶         | 1969-1975年 |
| 第五任       | 賴茂椿         | 1975-1977年 |
| 第六任       | 張坤連         | 1977-1986年 |
| 第七任       | 蔡錦城         | 1986-1992年 |
| 第八任       | 蔡鎮坤         | 1992-2001年 |
| 第九任       | 王秋鳳         | 2001-2006年 |
| 第十任       | 王素霞         | 2006-2010年 |
| 第十一任     | 李裕隆         | 2010-2017年 |
| 第十二任     | 龍東湖         | 2017-2021年 |
| 第十三任     | 黃瑞汝         | 2021-現任   |

## 校園景觀

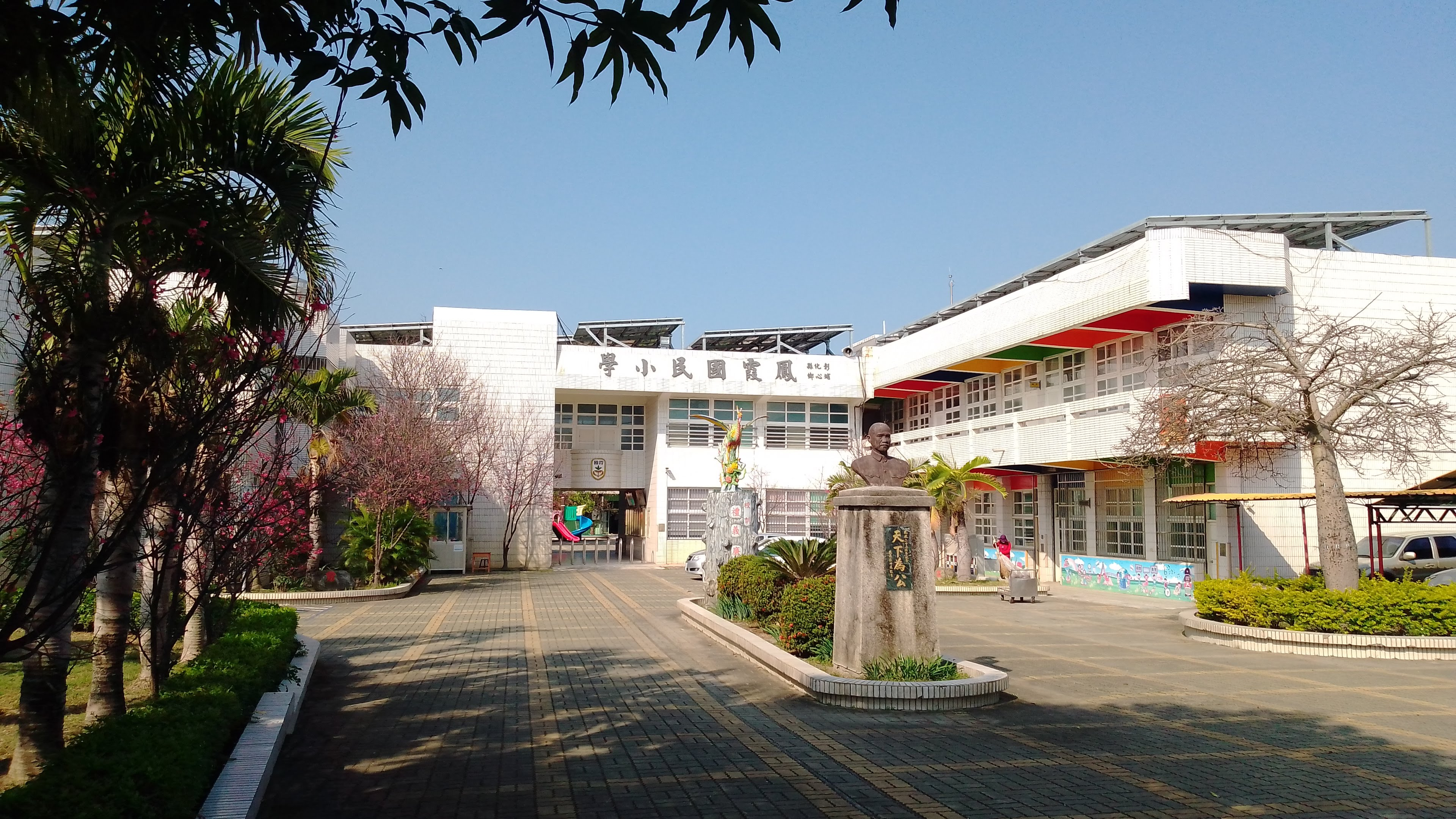
彰化縣埔心鄉鳳霞國民小學前庭
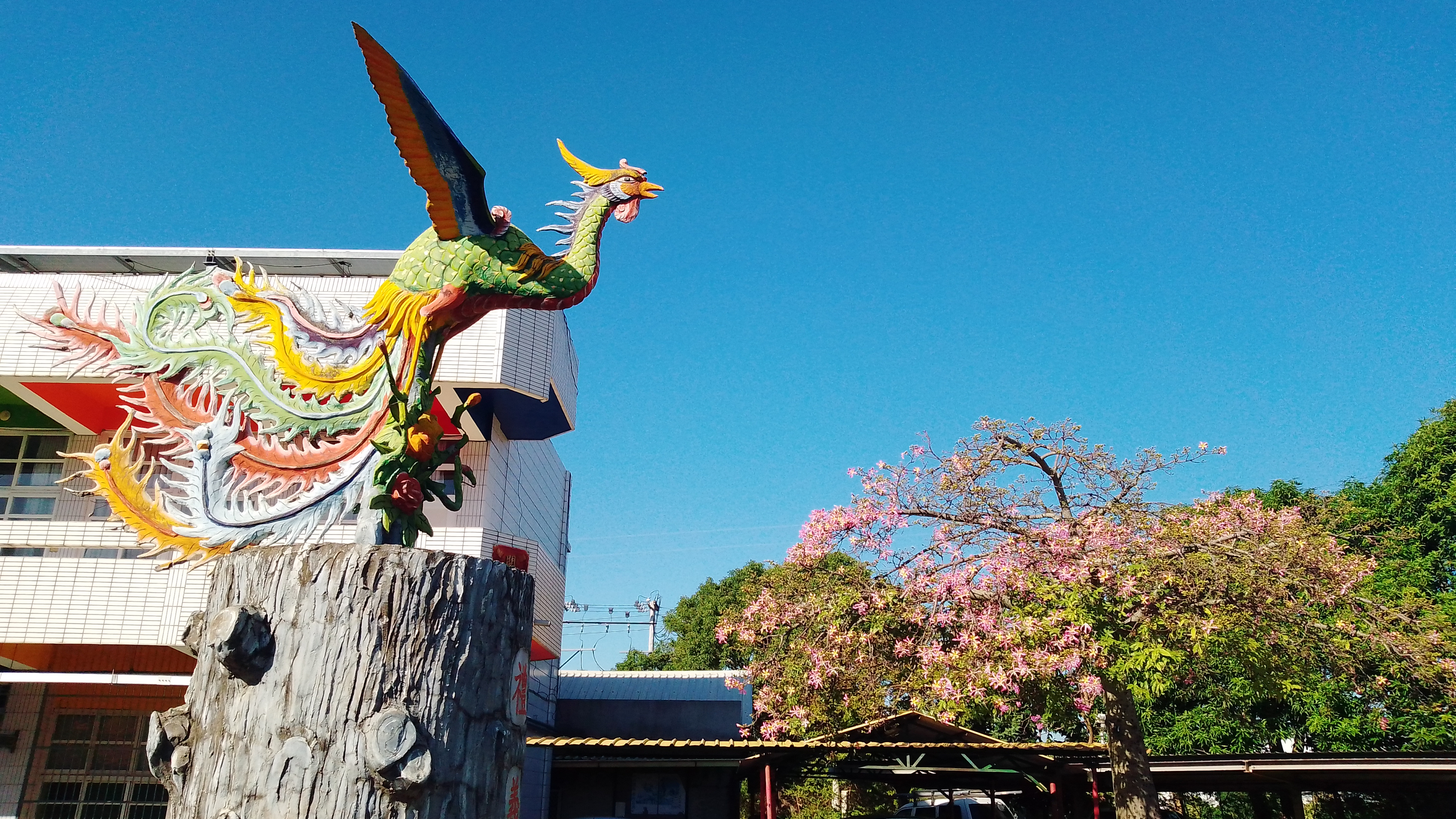
鳳霞美人樹與鳳凰交趾陶

## 外部連結
- Facebook鳳霞國小園地粉絲專頁 （页面存档备份，存于）